# Рор-им-Бургенланд
Рор-им-Бургенланд (нем. Rohr im Burgenland) — община (нем. Gemeinde) в Австрии, в федеральной земле Бургенланд.
Входит в состав округа Гюссинг. Население составляет 376 человека (на 31 декабря 2015 года). Занимает площадь 8,37 км². Идентификационный код — 1 04 25.

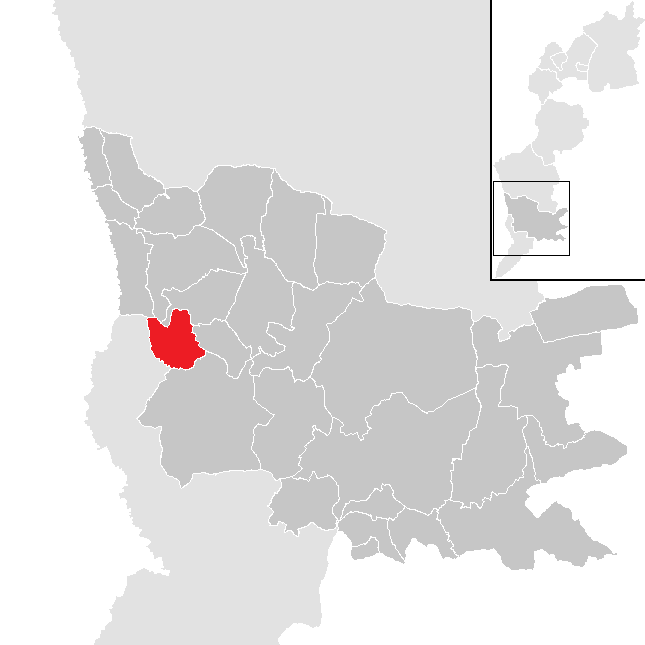
Община Рор-им-Бургенланд

## Политическая ситуация
Бургомистр общины — Херман Офнер (местный блок) по результатам выборов 2007 года.
Совет представителей общины (нем. Gemeinderat) состоит из 11 мест.
- местный блок: 8 мест.
- СДПА занимает 3 места.